# Rodrigo Fresán
Rodrigo Fresán (né le 18 juillet 1963 à Buenos Aires) est un écrivain et journaliste argentin.

## Biographie
Rodrigo Fresán, Prix Roger-Caillois 2017, a publié Historia argentina, Vidas de santos, Trabajos manuales, Esperanto, La velocidad de las cosas, Mantra, Jardines de Kensington, El fondo del cielo, La parte inventada (Best Translated Book Award 2018, USA) y La parte soñada. Ses ouvrages ont été traduits en de nombreuses langues.
Mantra, un portrait de Mexico des années 2000, est très influencé par les auteurs de science-fiction (particulièrement Philip K. Dick), le cinéma (Stanley Kubrick) et les séries de télévision (La Quatrième Dimension). 
Son roman, Kensington Gardens, a été traduit en anglais par Natasha Wimmer et en français par Isabelle Gugnon. D'après Jonathan Lethem, « c'est un conteur kaléidoscopique,  sincère, de l'espèce qui apporte un souffle d'oxygène dans la pièce ».
Fresán vit et travaille à Barcelone depuis 1999.

## Œuvres

### Romans traduits en français
- L’Homme du bord extérieur (Historia argentina, 1991), 1999 rééd. 2011 sous le titre Histoire argentine
- Esperanto (Esperanto, 1995), 1999.
- Les Jardins de Kensingston (Jardines de Kensington, 2003), 2004.
- Mantra (Mantra, 2001), roman, 2006[3]
- La Vitesse des choses (La velocidad de las cosas, 1998), 2008
- Le fond du ciel (El fondo del cielo, 2009), 2010
- Vies de saints (Vidas de santos, 1993), 2010
- La Part inventée (La parte inventada, 2014), traduit en français par Isabelle Gugnon, Seuil, Paris, 2017  (ISBN 978-2-02-123-349-0)[4],[5],[6],[7],[8]
- La Part rêvée (La parte soñada, Literatura Random House, 2017,  (ISBN 9789873987526)), traduit en français par Isabelle Gugnon, Seuil, Paris, 2019[9],[10]
- La parte recordada (en chantier, fin 2019)
- Melvill (Melvill, 2022), traduit en français par Isabelle Gugnon, Seuil, Paris, 2023  (ISBN 978-2021502220)
- El estilo de los elementos, roman, (2024)

## Prix et distinctions
- 2017 : Prix Roger-Caillois[11]